# European Film Awards per il miglior documentario
L'European Film Award per il miglior documentario viene assegnato al miglior documentario dell'anno dalla European Film Academy.

## Vincitori e candidati
L'elenco mostra il vincitore di ogni anno, seguito dai documentari che hanno ricevuto una candidatura. Per ogni film viene indicato il titolo italiano e titolo originale tra parentesi, regista e nazione.

### 1980
- 1989
  - Recsk 1950-1953, egy titkos kényszermunkatábor története, regia di Géza Böszörményi e Lívia Gyarmathy (Ungheria)
  - Io e il vento (Une histoire de vent), regia di Joris Ivens (Francia)

### 1990
- 1990
  - Skersiela, regia di Ivars Seleckis (Lettonia)
- 1991
  - Uslyszcie mój krzyk, regia di Maciej J. Drygas (Polonia)
- 1992
  - Neregiu zeme, regia di Audrius Stonys (Lettonia)
- 1993
  - Det Sociala arvet, regia di Stefan Jarl (Svezia)
- 1994
  - Saga - Group Sarajevo
- 1995
  - Jens Meurer, (Germania)
- 1996
  - Vendetta - Blutrache in Albanien, regia di Stanislaw Krzeminski e Jerzy Sladkowski (Germania)
- 1997
  - Gigi, Monica... et Bianca, regia di Yasmina Abdellaoui e Benoît Dervaux (Belgio)
- 1998
  - Claudio Pazienza (Italia)
- 1999
  - Buena Vista Social Club, regia di Wim Wenders
  - La chaconne d'Auschwitz, regia di Michel Daeron
  - La commission de la vérité, regia di André van In
  - Herr Zwilling und Frau Zuckermann, regia di Volker Koepp
  - Kinski, il mio nemico più caro (Mein liebster Feind - Klaus Kinski), regia di Werner Herzog
  - Mobutu, Re dello Zaire (Mobutu, roi du Zaïre), regia di Thierry Michel
  - Pripyat, regia di Nikolaus Geyrhalter

### 2000
- 2000
  - Les glaneurs et la glaneuse, regia di Agnès Varda
  - Calle 54, regia di Fernando Trueba
  - Goulag, regia di Iosif Pasternak e Hélène Chatelain
  - Heimspiel, regia di Pepe Danquart
  - Un giorno a settembre (One Day in September), regia di Kevin Macdonald
  - Ouvrières du monde, regia di Marie-France Collard
- 2001
  - Black Box BRD, regia di Andres Veiel
  - Casting, regia di Emmanuel Finkiel
  - Elegia di un viaggio (Elegiya dorogi), regia di Aleksandr Sokurov
  - Heftig og begeistret, regia di Knut Erik Jensen
  - Joutilaat, regia di Susanna Helke e Virpi Suutari
  - Super 8 Stories, regia di Emir Kusturica
- 2002
  - Essere e avere (Être et avoir), regia di Nicolas Philibert
  - Tutto su mio padre (Alt om min far), regia di Even Benestad
  - Clown in Kabul, regia di Enzo Balestrieri e Stefano Moser
  - Fellini - Sono un gran bugiardo (Fellini: Je suis un grand menteur), regia di Damian Pettigrew
  - Nell'angolo morto. La segretaria di Hitler (Im toten Winkel - Hitlers Sekretärin), regia di André Heller e Othmar Schmiderer
  - Lost in La Mancha, regia di Keith Fulton e Louis Pepe
  - Missing Allen - Wo ist Allen Ross?, regia di Christian Bauer
  - Muraren, regia di Stefan Jarl
  - Il popolo migratore (Le peuple migrateur), regia di Jacques Perrin, Jacques Cluzaud e Michel Debats
- 2003
  - S21: La macchina di morte dei Khmer rossi (S-21, la machine de mort Khmère rouge), regia di Rithy Panh
  - Chia e tazi pesen?, regia di Adela Peeva
  - The Day I Will Never Forget, regia di Kim Longinotto
  - Essen, schlafen, keine Frauen, regia di Heiner Stadler
  - Le cinque variazioni (De Fem benspænd), regia di Jørgen Leth e Lars von Trier
  - La storia del cammello che piange (Die Geschichte vom weinenden Kamel), regia di Luigi Falorni e Davaa Bâmbasürėn
  - L'odyssée de l'espèce, regia di Jacques Malaterre
  - Tishe!, regia di Viktor Kosakovsky
- 2004
  - L'incubo di Darwin (Darwin's Nightmare), regia di Hubert Sauper
  - Aileen: Life and Death of a Serial Killer, regia di Nick Broomfield e Joan Churchill
  - L'ultima vittoria (The Last Victory), regia di John Appel
  - Machssomim, regia di Yoav Shamir
  - Il mondo secondo Bush (Le monde selon Bush), regia di William Karel
  - La pelota vasca. La piel contra la piedra, regia di Julio Medem
  - Die Spielwütigen, regia di Andres Veiel
  - Touch the Sound, regia di Thomas Riedelsheimer
- 2005
  - Un dragon dans les eaux pures du Caucase, regia di Nino Kirtadze
  - Am seidenen Faden, regia di Katarina Peters
  - The Devil's Miner, regia di Richard Ladkani e Kief Davidson
  - Leiputrija, regia di Laila Pakalnina
  - Melodias, regia di François Bovy
  - Pries parskrendant i zeme, regia di Arunas Matelis
  - Repetitioner, regia di Michal Leszczylowski e Gunnar Källström
  - The Swenkas, regia di Jeppe Rønde
  - Ungdommens råskap, regia di Margreth Olin
  - Viva Zapatero!, regia di Sabina Guzzanti
  - Workingman's Death, regia di Michael Glawogger
- 2006
  - Il grande silenzio (Die Große Stille), regia di Philip Gröning
  - 37 Uses for a Dead Sheep, regia di Ben Hopkins
  - La casa de mi abuela, regia di Adán Aliaga
  - Dreaming by Numbers, regia di Anna Bucchetti
  - Maradona, un gamin en or, regia di Jean-Christophe Rosé
  - Moadon beit hakvarot, regia di Tali Shemesh
  - Rybak i tantsovshitsa, regia di Valeriy Solomin
  - Unser täglich Brot, regia di Nikolaus Geyrhalter
- 2007
  - Le papier ne peut pas envelopper la braise, regia di Rithy Panh
  - Am Limit, regia di Pepe Danquart
  - Belarusian Waltz, regia di Andrzej Fidyk
  - Forever, regia di Heddy Honigmann
  - Heimatklänge, regia di Stefan Schwietert
  - Malon 9 Kochavim, regia di Ido Haar
  - Meragel Ha-Shampaniya, regia di Nadav Schirman
  - The Monastery: Mr. Vig and the Nun, regia di Pernille Rose Grønkjær
  - Ou est l'amour dans la palmeraie?, regia di Jérôme Le Maire
  - Razvod po Albanski, regia di Adela Peeva
- 2008
  - René, regia di Helena Trestikova
  - Durakovo - Le village des fous, regia di Nino Kirtadzé
  - Fados, regia di Carlos Saura
  - Kinder - Wie die zeit vergeht, regia di Thomas Heise
  - La mère, regia di Antoine Cattin e Pavel Kostomarov
  - Man on Wire, regia di James Marsh
  - Naufragés des Andes, regia di Gonzalo Arijón
  - Obcan Václav Havel, regia di Pavel Koutecký e Miroslav Janek
  - Pyhän kirjan varjo, regia di Arto Halonen
  - The Dictator Hunter, regia di Klaartje Quirijns
- 2009
  - Das Summen der Insekten - Bericht einer Mumie, regia di Peter Liechti
  - Ako sa varia dejiny, regia di Peter Kerekes
  - Below Sea Level, regia di Gianfranco Rosi
  - Burma VJ, regia di Anders Østergaard
  - Les damnes de la mer, regia di Jawad Rhalib
  - Defamation, regia di Yoav Shamir
  - Die frau mit den 5 elefanten, regia di Vadim Jendreyko
  - Das herz von Jenin, regia di Leon Geller e Marcus Vetter
  - Pianomania, regia di Lilian Franck e Robert Cibis
  - Les plages d'Agnès, regia di Agnès Varda

### 2010
- 2010
  - Nostalgia de la luz, regia di Patricio Guzmán (Francia/Germania/Cile)
  - Armadillo, regia di Janus Metz (Danimarca/Svezia)
  - Miesten vuoro, regia di Joonas Berghäll e Mika Hotakainen (Finlandia/Svezia)
- 2011
  - Pina, regia di Wim Wenders (Germania)
  - Stand van de Sterren, regia di Leonard Retel Helmrich (Paesi Bassi)
  - ¡Vivan las Antipodas!, regia di Victor Kossakovsky (Germania/Argentina/Cile/Paesi Bassi)
- 2012
  - Winter Nomads (Hiver nomade), regia di Manuel von Stürler (Svizzera)
  - London - The Modern Babylon, regia di Julien Temple (Regno Unito)
  - Le thé ou l'electricité, regia di Jérôme le Maire (Belgio/Francia/Marocco)
- 2013
  - The Act of Killing, regia di Joshua Oppenheimer (Norvegia/Danimarca/Regno Unito)
  - L'Image manquante, regia di Rithy Panh (Francia/Cambogia)
  - L'Escale, regia di Kaveh Bakhtiari (Svizzera/Francia)
- 2014
  - Der Banker: Master of the Universe, regia di Marc Bauder (Germania/Austria)
  - Just the Right Amount of Violence (I kærlighedens navn), regia di Jon Bang Carlsen (Danimarca)
  - Of Men and War, regia di Laurent Bécue-Renard (Francia/Svizzera)
  - Sacro GRA, regia di Gianfranco Rosi (Italia/Francia)
  - Waiting for August, regia di Teodora Ana Mihai (Austria)
  - We Come as Friends, regia di Hubert Sauper (Belgio)
- 2015
  - Amy, regia di Asif Kapadia (Regno Unito/USA)
  - A Syrian Love Story, regia di Sean McAllister (Regno Unito/Francia/Libano/Siria)
  - Dancing with Maria, regia di Ivan Gergolet (Argentina/Italia/Slovenia)
  - The Look of Silence, regia di Joshua Oppenheimer (Danimarca/Indonesia/Finlandia/Norvegia/Regno Unito/Israele/Francia/Stati Uniti d'America/Germania/Paesi Bassi)
  - Toto and His Sisters (Toto si surorile lui), regia di Alexander Nanau (Romania/Ungheria)
- 2016
  - Fuocoammare, regia di Gianfranco Rosi  (Italia/Francia)
  - 21 x Nowy Jork, regia di Piotr Stasik  (Polonia)
  - A Family Affair, regia di Tom Fassaert  (Belgio/Paesi Bassi)
  - Mr. Gaga, regia di Tomer Heymann  (Israele/Svezia/Germania/Paesi Bassi)
  - S Is for Stanley - Trent'anni dietro al volante per Stanley Kubrick, regia di Alex Infascelli  (Italia)
  - The Land of the Enlightened, regia di Pieter-Jan de Pue  (Belgio/Irlanda/Paesi Bassi/Germania)
- 2017
  - Komunia, regia di Anna Zamecka (Polonia)
  - Austerlitz, regia di Serhij Volodymyrovyč Loznycja (Germania)
  - Hyvä postimies, regia di Tonislav Hristov (Finlandia/Bulgaria)
  - La Chana, regia di Lucija Stojevic (Spagna/Islanda/Stati Uniti d'America)
  - Stranger in Paradise, regia di Guido Hendrikx (Paesi Bassi)
- 2018
  - Bergman 100 - La vita, i segreti, il genio (Bergman - ett år, ett liv), regia di Jane Magnusson (Svezia/Germania)
  - A Woman Captured, regia di Bernadett Tuza-Ritter (Ungheria/Germania)
  - Of Fathers and Sons, regia di Talal Derki (Germania/Siria/Libano/Qatar)
  - The Distant Barking of Dogs, regia di Simon Lereng Wilmont (Danimarca/Finlandia/Svezia)
  - The Silence of Others, regia di Almudena Carracedo e Robert Bahar (Spagna/USA)
- 2019
  - Alla mia piccola Sama (For Sama), regia di Waad al-Kateab e Edward Watts ( Regno Unito/ Stati Uniti)
  - Honeyland (Medena zemja), regia di Tamara Kotevska e Ljubomir Stefanov ( Macedonia del Nord)
  - Svideteli Putina, regia di Vitalij Mans'kij ( Lettonia/ Svizzera/ Rep. Ceca)
  - Selfie, regia di Agostino Ferrente ( Francia/ Italia)
  - La scomparsa di mia madre, regia di Beniamino Barrese ( Italia)

### 2020
- 2020
  - Collective (Colectiv), regia di Alexander Nanau (Romania/Lussemburgo)
  - Acasa, My Home, regia di Radu Ciorniciuc (Romania/Germania/Finlandia)
  - Gunda, regia di Viktor Kosakovskiy (Norvegia/USA)
  - Petite fille, regia di Sébastien Lifshitz (Francia)
  - Saudi Runaway, regia di Susanne Regina Meures (Svizzera)
  - The Cave, regia di Feras Fayyad (Danimarca/Germania/Francia/Regno Unito/USA/Qatar)
- 2021
  - Flee (Flugt), regia di Jonas Poher Rasmussen (Danimarca/Francia/Svezia/Norvegia)
  - Babij Jar. Kontekst, regia di Serhij Loznycja (Paesi Bassi/Ucraina)
  - Herr Bachmann und seine Klasse, regia di Maria Speth (Germania)
  - Il ragazzo più bello del mondo (The Most Beautiful Boy in the World), regia di Kristina Lindström e Kristian Petri (Svezia)
  - Taming the Garden, regia di Salomé Jashi (Svizzera/Germania/Georgia)
- 2022
  - Mariupolis 2, regia di Mantas Kvedaravičius (Lituania/Francia/Germania)
  - Film balkonowy, regia di Paweł Łoziński (Polonia)
  - Girl Gang, regia di Susanne Regina Meures (Svizzera)
  - A House Made of Splinters, regia di Simon Lereng Wilmont (Danimarca/Svezia/Finlandia/Ucraina)
  - Marcia su Roma, regia di Mark Cousins (Italia)
- 2023
  - Savvusanna sõsarad, regia di Anna Hints (Estonia/Francia/Islanda)
  - Apolonia , Apolonia, regia di Lea Glob (Danimarca/Polonia)
  - Quattro figlie, regia di Kaouther Ben Hania (Francia/Tunisia/Germania/Arabia Saudita)
  - Motherland, regia di Hanna Badziaka e Alexander Mihalkovich (Svezia/Ucraina/Norvegia)
  - Sull'Adamant - Dove l'impossibile diventa possibile (Sur l'Adamant), regia di Nicolas Philibert (Francia/Giappone)
- 2024
  - No Other Land, regia di Israel Yuval Abraham, Rachel Szor, Basel Adra e Hamdan Ballal ·  Palestina ·  Norvegia
  - Bye Bye Ṭabariyya, regia di Lina Soualem ·  Palestina ·  Francia ·  Belgio
  - Dahomey, regia di Mati Diop ·  Senegal ·  Francia
  - Soundtrack to a Coup d'Etat, regia di Johan Grimonprez ·  Francia ·  Belgio ·  Paesi Bassi
  - W zawieszeniu, regia di Alina Maksimenko ·  Polonia